# Chromosome conformation capture

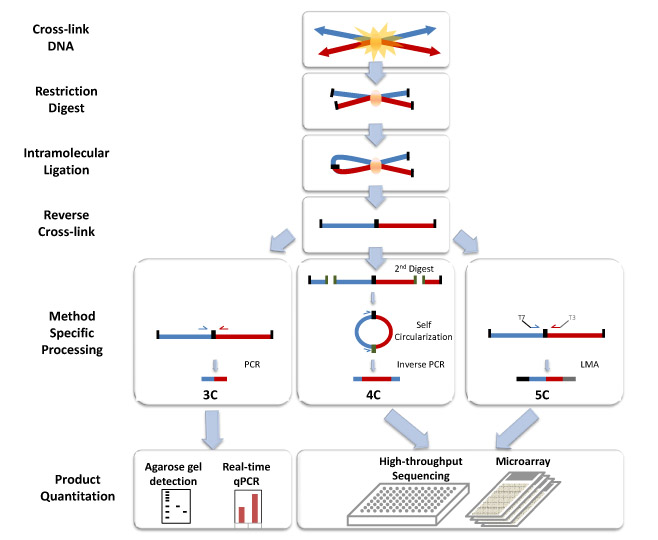
Chromosome Conformation Capture Technologien

Chromosome conformation capture (dt. „Konformationserfassung von Chromosomen“, oft abgekürzt mit 3C-Technologien oder 3C-basierte Methoden) sind eine Reihe von molekularbiologischen Methoden, mit denen die räumliche Organisation von Chromatin in einer Zelle analysiert wird. Diese Methoden quantifizieren die Anzahl der Wechselwirkungen zwischen genomischen Loci, die sich im dreidimensionalen Raum in unmittelbarer Nähe befinden, aber im linearen Genom durch viele Nukleotide getrennt sein können. Solche Wechselwirkungen können sich aus biologischen Funktionen, wie z. B. Promotor-Enhancer-Wechselwirkungen, oder aus einer zufälligen Schleifenbildung ergeben, bei der eine ungerichtete physikalische Bewegung des Chromatins zu einer Kollision der Loci führt. Die Frequenz dieser Interaktionen können direkt analysiert werden, oder sie können in Abstände umgewandelt und zur Rekonstruktion von 3D-Strukturen verwendet werden. Diese Technologie hat die genetische und epigenetische Untersuchung von Chromosomen sowohl in Modellorganismen als auch beim Menschen weiter unterstützt.
Der Hauptunterschied zwischen 3C-basierten Methoden besteht in ihrem Umfang. Wenn beispielsweise PCR zum Nachweis von Wechselwirkungen in einem 3C-Experiment verwendet wird, dann werden die Wechselwirkungen zwischen zwei spezifischen Fragmenten quantifiziert. Im Gegensatz dazu quantifiziert die Hi-C-Methode die Wechselwirkungen zwischen allen möglichen Paaren von Fragmenten gleichzeitig.

## Experimentelle Methoden
Alle 3C-Methoden beginnen mit einer ähnlichen Menge von Schritten, die an einer Zellprobe durchgeführt werden.
Zunächst werden die Zellgenome mit Formaldehyd vernetzt. Dies führt Bindungen ein, die die Wechselwirkungen zwischen genomischen Orten „einfrieren“. Die Behandlung von Zellen mit 1-3 % Formaldehyd für 10-30 min bei Raumtemperatur ist am weitesten verbreitet. Jedoch ist eine Standardisierung zur Verhinderung einer proteinreichen DNA-Vernetzung notwendig, da dies die Effizienz des Restriktionsverdaus im nachfolgenden Schritt negativ beeinflussen kann. Das Genom wird dann mit einer Restriktionsendonuklease in Fragmente zerlegt. Dazu werden Restriktionsenzyme verwendet, die Erkennungssequenzen mit einer Länge von 6bp wie EcoR1 oder HindIII schneiden. Diese schneiden das Genom ca. alle 4000bp. Damit ergeben sich etwa 1 Million Fragmente im menschlichen Genom.  Die Größe der Restriktionsfragmente bestimmt die Auflösung des Interaktionsmappings. Für eine präzisere Abbildung der Interaktionen kann auch ein Restriktionsenzym von 4bp verwendet werden.
Als Nächstes erfolgt ein Schritt zur zufälligen Verknüpfung (Ligation) der Fragmente. Die Endstücke der Fragmente können durch komplementäre Basenpaarung dazu gebracht werden, sich zu verbinden. Dies geschieht bei niedrigen DNA-Konzentrationen in Gegenwart von T4-DNA-Ligase. Hierbei wird die Verknüpfung zwischen vernetzten, interagierenden Fragmenten gegenüber der Verknüpfung zwischen nicht vernetzten Fragmenten bevorzugt. Anschließend werden interagierende Loci durch Amplifikation ligierter Verbindungen mit PCR-Methoden quantifiziert.

### Original-Methoden

#### 3C (one-vs-one)
Das Experiment zur Chromosome Confirmation Capture (3C) quantifiziert die Wechselwirkungen zwischen einem einzigen Paar genomischer Loci. So kann beispielsweise mit 3C die mögliche Interaktion zwischen Promotor und Enhancer getestet werden. Ligierte Fragmente werden mittels PCR mit bekannten Primern nachgewiesen.

#### 4C (one-vs-all)
Chromosome conformation capture-on-chip (4C) erfasst Interaktionen zwischen einem Locus und allen anderen genomischen Loci. Es handelt sich um einen zweiten Ligationsschritt, um selbstzirkuläre DNA-Fragmente zu erzeugen, die zur Durchführung der inversen PCR verwendet werden. Die inverse PCR ermöglicht es, eine bekannte Sequenz zur Amplifikation der daran gebundenen unbekannten Sequenz zu verwenden. Im Gegensatz zu den 3C- und 5C-Methoden erfordert die 4C-Technik keine Vorkenntnisse über beide interagierenden chromosomalen Regionen. Die mit 4C erhaltenen Ergebnisse sind bei den meisten der Wechselwirkungen, die zwischen den nahegelegenen Bereichen erkannt werden, hochgradig reproduzierbar. Auf einem einzelnen Microarray können etwa eine Million Interaktionen analysiert werden.

#### 5C (many-vs-many)
Chromosome conformation capture carbon copy (5C) erkennt Wechselwirkungen zwischen allen Restriktionsfragmenten innerhalb eines bestimmten Bereichs, wobei die Größe dieses Bereichs typischerweise nicht größer als eine Megabase ist. 5C hat jedoch eine relativ geringe Abdeckung. Die 5C-Technik überwindet einige Probleme im intramolekularen Ligaturschritt und ist nützlich für die Konstruktion komplexer Wechselwirkungen der untersuchten Loci. Dieser Ansatz ist ungeeignet für die Durchführung genomweiter komplexer Interaktionen, da dafür Millionen von 5C-Primern verwendet werden müssten.

#### Hi-C (all-vs-all)
Hi-C verwendet eine Hochdurchsatz-Sequenzierung, um die Nukleotidsequenz von Fragmenten zu finden. Das ursprüngliche Protokoll verwendete die Schrotschuss-Sequenzierung, die eine kurze Sequenz von jedem Ende jedes ligierten Fragments abruft. Daher sollten die beiden erhaltenen Sequenzen für ein bestimmtes ligiertes Fragment zwei verschiedene Restriktionsfragmente repräsentieren, die im Zufallsligaturschritt zusammen ligiert wurden. Das Paar von Sequenzen ist individuell auf das Genom ausgerichtet und bestimmt so die an diesem Ligaturereignis beteiligten Fragmente. Daher werden alle möglichen paarweisen Wechselwirkungen zwischen den Fragmenten getestet.
Forscher versuchen, das Möglichkeiten der Hi-C-Detektion durch eine Studie zu untersuchen, die sich auf das Screening primärer Hirntumore konzentriert. Vor solchen Tumoruntersuchungen konzentrierte sich Hi-C vor allem auf die Analyse von Zelllinien.

### Methoden basierend auf Sequenzerfassung
Eine Reihe von Methoden verwenden die Erfassung von Oligonukleotiden, um 3C- und Hi-C-Bibliotheken für bestimmte Loci von Interesse anzureichern. Zu diesen Methoden gehören Capture-C, NG Capture-C, Capture-3C und Capture Hi-C. Diese Methoden sind in der Lage, eine höhere Auflösung und Empfindlichkeit zu erzeugen als 4C-basierte Methoden.

### Methoden für einzelne Zellen
Mit Single-Cell Hi-C können auch die auftretenden Wechselwirkungen in einzelnen Zellen untersucht werden.

### Auf Immunpräzipitation basierende Verfahren

#### ChIP-loop
ChIP-loop kombiniert 3C mit ChIP-seq, um Wechselwirkungen zwischen zwei zu untersuchenden Loci zu erkennen, die durch ein Protein vermittelt werden. ChIP-loop kann nützlich sein, um weiträumige cis-Interaktionen und trans-Interaktionen zu identifizieren, die durch Proteine vermittelt werden, da häufige DNA-Kollisionen nicht auftreten.

#### Genomweite Methoden
ChIA-PET kombiniert Hi-C mit ChIP-Seq, um alle Interaktionen zu erkennen, die durch ein zu untersuchendes Protein vermittelt werden. HiChIP wurde entwickelt, um eine ähnliche Analyse wie ChIA-PET mit weniger Ausgangsmaterial zu ermöglichen.

## Biologische Auswirkungen
3C-Methoden haben zu einer Reihe biologischer Erkenntnisse geführt, darunter die Entdeckung neuer struktureller Merkmale von Chromosomen, die Katalogisierung von Chromatinschleifen und ein besseres Verständnis der transkriptionellen Regulationsmechanismen (deren Störung zu Krankheiten führen kann).
3C-Methoden haben die Bedeutung der räumlichen Nähe von regulatorischen Elementen zu den Genen, die sie regulieren, gezeigt. So bildet beispielsweise in Geweben, die Globin-Gene exprimieren, die Kontrollregion β-Globin-Locus eine Schleife mit diesen Genen. Diese Schleife findet sich nicht in Geweben, in denen das Gen nicht exprimiert wird. Diese Technologie hat die genetische und epigenetische Untersuchung von Chromosomen sowohl in Modellorganismen als auch beim Menschen weiter unterstützt.
Diese Methoden haben eine groß angelegte Organisation des Genoms in Topologically Associating Domains (TADs) ergeben, die mit epigenetischen Markern korrelieren. Einige TADs sind transkriptionell aktiv, während andere unterdrückt werden. Viele TADs wurden in D. melanogaster, Maus und Mensch gefunden. Darüber hinaus spielen die Proteine CTCF und Cohesin eine wichtige Rolle bei der Bestimmung von TADs und Enhancer-Promoter-Interaktionen. Das Ergebnis zeigt, dass die Ausrichtung der CTCF-Bindungsmotive in einer Enhancer-Promoter-Schleife einander zugewandt sein sollte, damit der Enhancer sein richtiges Ziel findet.

### Menschliche Krankheiten
Es gibt mehrere Krankheiten, die durch fehlerhafte Wechselwirkungen zwischen Promotor und Enhancer verursacht werden.
- Beta-Thalassämie ist eine bestimmte Art von Bluterkrankungen, die durch eine Deletion des LCR-Enhancers verursacht werden.[30][31]

- Holoprosencephalie ist eine Kopfschmerzerkrankung, die durch eine Mutation im SBE2-Enhancer-Element verursacht wird. Dies schwächt wiederum die Produktion des SHH-Gens.[32]

- Das Adenokarzinom der Lunge kann durch eine Duplikation des Enhancers für das MYC-Gen verursacht werden.[33]

- Die adulte T-Zell-Leukämie wird durch die Einführung eines neuen Enhancers verursacht.[34]

## Datenanalyse

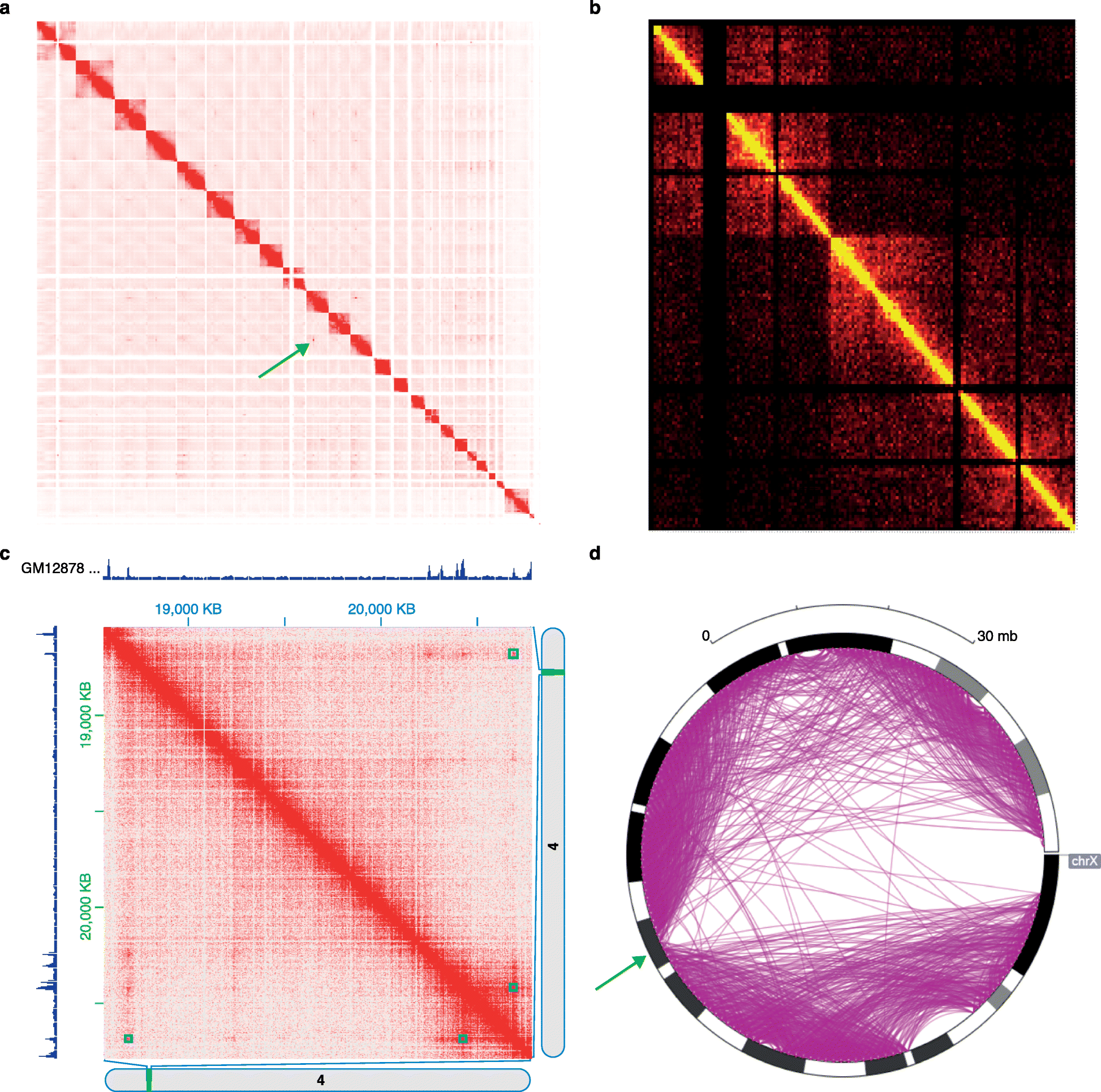
Heatmap und kreisförmige Plot-Visualisierung von Hi-C-Daten. a. Hi-C-Interaktionen zwischen allen Chromosomen aus G401 menschlichen Nierenzellen, wie sie von der my5C-Software dargestellt werden. b. Heatmap die die zweiteilige Struktur des Maus-X-Chromosoms veranschaulicht, wie sie von Hi-Browse dargestellt wird. c. Heatmap eines 3 Mbp-Locus (chr4:1800000000-2100000000), der von Juicebox produziert wurde, unter Verwendung von in-situ Hi-C-Daten aus der GM12878-Zelllinie. d. Kreisförmige Darstellung des bipartiten Maus-X-Chromosoms, erzeugt durch den Epigenom-Browser.

Die verschiedenen Experimente mit der 3C-Methode erzeugen Daten mit sehr unterschiedlichen Strukturen und statistischen Eigenschaften. Daher gibt es für jeden Experimenttyp spezifische Analysepakete.
Hi-C-Daten werden häufig verwendet, um die genomweite Chromatinorganisation zu analysieren, wie beispielsweise topologically associating domains (TADs), linear zusammenhängende Bereiche des Genoms, die im dreidimensionalen Raum im Zellkern nahe zusammen sind. Es wurden mehrere Algorithmen entwickelt, um TADs aus Hi-C-Daten zu identifizieren.
Hi-C und seine nachfolgenden Analysen entwickeln sich weiter. Fit-Hi-C ist ein Verfahren, das auf einem diskreten Binning-Ansatz mit Modifikationen des addierten Interaktionsabstandes (initiale Spline-Fitting, alias Spline-1) und der Verfeinerung des Nullmodells (Spline-2) basiert. Das Ergebnis von Fit-Hi-C ist eine Liste von paarweisen intra-chromosomalen Wechselwirkungen mit ihren p-Werten und q-Werten.
Ein wesentlicher Störfaktor in 3C-Technologien sind die häufigen unspezifischen Wechselwirkungen zwischen genomischen Loci, die aufgrund von zufälligem Polymerverhalten auftreten. Eine Interaktion zwischen zwei Loci muss durch statistische Signifikanzprüfungen als spezifisch bestätigt werden.

### Normalisierung der Hi-C-Kontaktkarte
Es gibt zwei Hauptarten der Normalisierung von rohen Hi-C-Kontakt-Heatmaps. Der erste Weg ist die Annahme einer gleichmäßigen Sichtbarkeit, d. h. es besteht die gleiche Chance für jede chromosomale Position, eine Interaktion zu haben. Daher sollte das wahre Signal einer Hi-C-Kontaktkarte eine symmetrische Matrix sein (die symmetrische Matrix hat konstante Zeilen- und Spaltensummen). Ein Beispiel für Algorithmen, die von gleicher Sichtbarkeit ausgehen, ist der Sinkhorn-Knopp-Algorithmus, der die ursprüngliche Hi-C-Kontaktkarte in eine ausgewogene Matrix skaliert.
Die andere Variante ist anzunehmen, dass jeder chromosomalen Position ein Bias zugeordnet ist. Der Wert in der Kontaktkarte an jeder Koordinate ist das echte Signal multipliziert dem Bias, der den beiden Kontaktpositionen zugeordnet sind. Ein Beispiel für Algorithmen, die darauf abzielen, dieses Modell der Verzerrung zu lösen, ist die iterative Korrektur, die schrittweise die Zeilen- und Spaltenverzerrung aus der rohen Hi-C-Kontaktkarte entfernt. Für die Analyse von Hi-C-Daten stehen eine Reihe von Software-Tools zur Verfügung.

### DNA-Motivanalyse
DNA-Motive sind spezifische kurze DNA-Sequenzen, oft 8-20 Nukleotide lang, die in einem Satz von Sequenzen mit einer gemeinsamen biologischen Funktion statistisch überrepräsentiert sind. Derzeit (2019) sind regulatorische Motive bei weiträumigen Chromatin-Interaktionen noch nicht umfassend untersucht worden. Mehrere Studien haben sich darauf konzentriert, die Auswirkungen von DNA-Motiven auf die Interaktion zwischen Promotor und Enhancer zu untersuchen.
Bailey et al. haben identifiziert, dass das ZNF143-Motiv in den Promotorregionen eine Spezifität für die Sequenzen für Promotor-Enhancer-Interaktionen bietet. Die Mutation des ZNF143-Motivs verminderte die Häufigkeit von Promotor-Enhancer-Interaktionen, was darauf hindeutet, dass ZNF143 ein neuartiger Faktor für Chromatin-Schleifenbildung ist.

### Analyse von Krebs-Genomen
Die 3C-basierten Techniken können Einblicke in die chromosomalen Umlagerungen im Krebsgenom geben. Darüber hinaus können sie Veränderungen der räumlichen Nähe von regulatorischen Elementen und ihren Zielgenen zeigen, die ein tieferes Verständnis der strukturellen und funktionellen Grundlagen des Genoms ermöglichen.